# 터르 벨러
터르 벨러(헝가리어: Tarr Béla, 1955년 7월 21일 ~ )는 헝가리의 영화 감독이다. 그의 영화는 주로 자연주의에 바탕을 둔 니힐리즘적 구성에 흑백이 특징이다. 2012년 부산국제영화제의 심사위원장을 맡게 되었다.

## 작품 목록
- 1979. 패밀리 네스트
- 1981. 아웃사이더
- 1982. 맥베스
- 1983. 불안한 관계
- 1985. 가을
- 1988. 파멸
- 1990. 시티 라이프
- 1994. 사탄탱고
- 1995. 평원에서의 여행
- 2000. 베크마이스터 하모니즈
- 2007. 런던에서 온 사나이
- 2011. 토리노의 말

## 수상
- 1994년. 베를린국제영화제 칼리가리영화상
- 2011년. 베를린국제영화제 은곰상 심사위원대상